# 赤松俊理
赤松 俊理（あかまつ しゅんり、1979年2月26日 - ）は、NHKのアナウンサー。

## 人物
北海道雨竜郡秩父別町出身。北海道旭川北高等学校を経て、北海道大学文学部卒業後、2002年4月、NHK札幌放送局に入局。

## 嗜好・挿話
- 北海道生まれ、北海道育ち。2015年に東京アナウンス室に異動するまで北海道内の放送局に勤務し[5]、2020年から再び北海道での勤務。
- 浪人中に実家の寺からNHKの番組に生出演した。その中継を担当したのは加藤成史アナウンサー[5]。
- 大学の卒業論文は「北海道における葬儀の変容」で指導教授は櫻井義秀[6]。
- 同郷の画家・丸木俊（出生名：赤松俊子）は大伯母（父方の祖父の姉）[7]。
- 学生時代、マスコミ・スタディ・フォーラムでジャーナリズムを学ぶ。
- 既婚、2人の息子がいる[8][9]。兄が1人いて、札幌の高校から京都の大学に進学した[5]。
- 龍笛を吹くことができ（雅楽を習っていたため）、中学生でスキー1級の資格を取得[10]。
- 好きなことはジンギスカンパーティー[10]。

## 現在の担当番組
- 北海道のニュース
- ニュース北海道645
- ほっとニュース845
- スポーツ中継（高校野球、アイスホッケー[11]）実況（不定期）

## 過去の担当番組
NHK入局前
- 番組名・放送日不明（浪人中に出演。実家の寺から生中継。中継担当は、加藤成史アナウンサー。）

札幌放送局時代（1度目）（2002年度 - 2004年度）
旭川放送局時代（2005年度 - 2007年度）
- ほくほくテレビニュースあさひかわ（ - 2008年3月）

札幌放送局時代（2度目）（2008年度 - 2011年度）
- まるごとニュース北海道 サブキャスター（2008年3月31日 - 2010年3月）
- 北海道クローズアップ（2010年4月 - 2011年7月）
- 2011年3月の東北地方太平洋沖地震では、福島放送局に応援で派遣され、災害情報を中心にローカルニュースを担当した。
- 「鈴井貴之 実踏調査（フィールドワーク）」 （2011年12月16日）

釧路放送局時代（2012年度 - 2014年度）
- ほっとニュース北海道 釧路（2014年4月 - 2015年3月）
- 世界で一番美しい瞬間「希望の夕日 想（おも）いこめるとき ニューヨーク」（2014年7月24日）
- ひるブラ「おいでよ!タンチョウの里～北海道・釧路市～」（2015年3月9日）

東京アナウンス室時代（2015年度 - 2019年度）
- NHKニュースおはよう日本（リポーター：2015年4月 - 2018年3月）
- 首都圏ニュース（不定期）
- ニュース・気象情報（不定期）
- ラジオニュース（午前10時 - 午前11時の定時）
- 2016年10月の鳥取県中部地震では、鳥取放送局に応援で派遣され、災害情報を中心にローカルニュースを担当した。
- 正午のニュース（望月啓太の夏期休暇による代理）（2017年8月5日 - 9月18日、12月2日・3日・9日・10日）（主に土曜・日曜・祝日）
  - 午後1時、午後3時、午後6時の定時ニュース、関東地方ローカル枠（12:10 - 12:15）も兼務
- NHKニュース7（代理ニュースリーダー）（主に土曜・日曜・祝日）
  - （望月啓太の休暇による代理措置（2017年8月5日、6日、11日 - 13日、12月2日・3日））
  - （瀧川剛史の夏季休暇による望月啓太の平日代理による措置（8月19日・20日、26日・27日））
  - （高井正智の夏季休暇による井上裕貴の平日代理担当による望月啓太のサブキャスター代理担当による措置（9月2日・3日・9日・10日））
  - （井上裕貴の休暇による望月啓太のサブキャスター代理担当による措置（9月16日 - 18日、12月9日・10日））
- 新年一般参賀（2018年1月2日）
- NHKきょうのニュース
  - 平日担当、野村正育の代理キャスター（2018年1月15日）
- 月刊SHVニュース（キャスター：2017年4月30日 - 2018年3月25日）
- NHKニュース7（代理サブキャスター）（2018年9月1日・2日、5日 - 7日、15日・16日）
- NHKスペシャル『緊急報告　北海道激震』（2018年9月9日）
- 正午のニュース（キャスター）（土曜・日曜・祝日）（2018年4月7日 - 2020年3月29日）
  - 午後1時、午後3時、午後6時の定時ニュース
  - 関東甲信越地方ローカル枠（12:10 - 12:15）も兼務
- 国会中継（随時）
  - 第196回国会 -  第201回国会（2018年4月 - 2020年3月）
- NHKニュース7（ニュースリーダー）（土曜・日曜・祝日）（2018年4月7日 - 2019年3月31日）
- 祝賀御列の儀（権田原から赤木野々花と中継担当・2019年11月10日）
- NHKスペシャル シリーズ『体感　首都直下地震』（2019年12月2日 - 8日）

札幌放送局時代（3度目）（2020年度 - 2021年度）
- 列島ニュース
- 北海道道（キャスター：2020年4月3日 - 2021年3月） - 不定期
- NHKニュースおはよう北海道（キャスター：2020年4月6日 - 2022年3月）[12]
- 北海道のニュース
- ほっとニュース845

帯広放送局時代（2022年度 - 2023年度）
- アナウンスグループ統括
- ほっとニュースぐるっと道東!（キャスター：2022年4月[13] - 2024年3月22日）

札幌放送局時代（4度目）（2024年度 - ）
- NHKニュースおはよう北海道
  - 松本真季の代理キャスター：2024年6月10日 - 12日、7月12日・13日、8月19日 - 21日・24日、9月14日、12月18日 - 21日
  - 高橋秀和の代理キャスター：2024年10月5日
- ほっとニュース北海道・ほっとニュース道央いぶりDAYひだか
  - 神門光太朗の代理キャスター：2024年10月9日 - 11日